# 贝尔纳·马利瓦尔
贝尔纳·马利瓦尔（法語：Bernard Malivoire，1938年4月20日—1982年12月18日），法国男子赛艇运动员。他曾代表法国参加1952年夏季奥林匹克运动会赛艇比赛，获得男子双人单桨有舵手金牌。